# Svenskar i National Hockey League
Svenskar i NHL har funnits sedan Gustav "Gus" Forslund spelade i dåvarande Ottawa Senators säsongen 1932/1933. Därefter gick det dock över 30 år innan Ulf Sterner säsongen 1964/1965 under några matcher tog plats i New York Rangers. I Sterners efterföljd hamnade både Juha Widing och Thommie Bergman i NHL, men det var inte förrän Börje Salmings NHL-genombrott år 1973 som en större svensk utvandringsvåg tog sin början. Liksom Salming sedermera  svenskar Anders Hedberg, Ulf Nilsson banade vägen för 80-talet med svenska stjärnorna Kent Nilsson, Pelle Lindbergh, Mats Näslund, Håkan Loob och Tomas Sandström, för att under 90-talet följas av Mats Sundin, Peter Forsberg, Daniel Alfredsson, Markus Näslund och Nicklas Lidström. Under 2000-talet gjorde Henrik Zetterberg, Henrik Lundqvist, Nicklas Bäckström samt tvillingarna Daniel och Henrik Sedin entré. På 2010-talet har spelare som t.ex. Erik Karlsson, Gabriel Landeskog, Victor Hedman, Filip Forsberg, William Nylander och William Karlsson inlett mycket lovande karriärer.

## Flest poäng genom tiderna t o m 2021/2022 (över 1000 poäng)
| Namn              | Matcher | Mål | Assists | Poäng | Poängsnitt per match |
| ----------------- | ------- | --- | ------- | ----- | -------------------- |
| Mats Sundin       | 1346    | 564 | 785     | 1349  | 1,00                 |
| Daniel Alfredsson | 1246    | 444 | 713     | 1157  | 0,93                 |
| Nicklas Lidström  | 1564    | 264 | 878     | 1142  | 0,73                 |
| Henrik Sedin      | 1330    | 240 | 830     | 1070  | 0,80                 |
| Daniel Sedin      | 1306    | 393 | 648     | 1041  | 0,80                 |
| Nicklas Bäckström | 1058    | 264 | 747     | 1011  | 0,95                 |

## Högst poängsnitt per match under en grundseriesäsong t o m 2019/20 (över 1,40)
1. Kent Nilsson, Calgary Flames 1,64 (1980/81)
2. Mats Sundin, Quebec Nordiques 1,43 (1992/93)
3. Peter Forsberg, Colorado Avalanche 1,41 (1995/96)
4. Peter Forsberg, Colorado Avalanche 1,41 (2002/03)
5. Peter Forsberg, Colorado Avalanche 1,41 (2003/04)

## Högst poängsnitt per match under karriären t o m 2019/20 (över 1,00)
1. Peter Forsberg, 1,25
2. Kent Nilsson, 1,24
3. Mats Sundin, 1,00

## Flest mål av en svensk under en grundseriesäsong t o m 2023/24 (över 45 mål)
1. Håkan Loob, Calgary Flames 50 mål (1987/88)
2. Kent Nilsson, Calgary Flames 49 mål (1980/81)
3. Markus Näslund, Vancouver Canucks 48 mål (2002/03)
4. Filip Forsberg, Nashville Predators 48 mål (2023/24)
5. Mats Sundin, Quebec Nordiques 47 mål (1992/93)
6. Kent Nilsson, Calgary Flames 46 mål (1982/83)
7. Tomas Sandström, Los Angeles Kings 45 mål (1990/91)

## Flest assists av en svensk under en grundseriesäsong t o m 2019/20 (över 80 assist)
1. Peter Forsberg, Colorado Avalanche 86 assist (1995/96)
2. Henrik Sedin, Vancouver Canucks 83 assist (2009/10)
3. Kent Nilsson, Calgary Flames 82 assist (1980/81)

## Flest poäng av en svensk under en grundseriesäsong t o m 2022/23 (över 100 poäng)
| Namn              | Lag                 | Säsong  | Matcher | Mål | Assists | Poäng |
| ----------------- | ------------------- | ------- | ------- | --- | ------- | ----- |
| Kent Nilsson      | Calgary Flames      | 1980/81 | 80      | 49  | 82      | 131   |
| Peter Forsberg    | Colorado Avalanche  | 1995/96 | 82      | 30  | 86      | 116   |
| Mats Sundin       | Quebec Nordiques    | 1992/93 | 80      | 47  | 67      | 114   |
| Henrik Sedin      | Vancouver Canucks   | 2009/10 | 82      | 29  | 83      | 112   |
| Mats Näslund      | Montreal Canadiens  | 1985/86 | 80      | 43  | 67      | 110   |
| Peter Forsberg    | Colorado Avalanche  | 2002/03 | 75      | 29  | 77      | 106   |
| Håkan Loob        | Calgary Flames      | 1987/88 | 80      | 50  | 56      | 106   |
| Kent Nilsson      | Calgary Flames      | 1982/83 | 80      | 46  | 58      | 104   |
| Markus Näslund    | Vancouver Canucks   | 2002/03 | 82      | 48  | 56      | 104   |
| Daniel Sedin      | Vancouver Canucks   | 2010/11 | 82      | 41  | 63      | 104   |
| Daniel Alfredsson | Ottawa Senators     | 2005/06 | 77      | 43  | 60      | 103   |
| Elias Pettersson  | Vancouver Canucks   | 2022/23 | 80      | 39  | 63      | 102   |
| Nicklas Bäckström | Washington Capitals | 2009/10 | 81      | 33  | 68      | 101   |
| Erik Karlsson     | San Jose Sharks     | 2022/23 | 82      | 25  | 76      | 101   |

## Flest poäng av en rookie under en grundseriesäsong genom tiderna t o m 2019/20 (över 70 poäng)
| Namn              | Lag                 | Säsong  | Matcher | Mål | Assists | Poäng | Poängsnitt per match |
| ----------------- | ------------------- | ------- | ------- | --- | ------- | ----- | -------------------- |
| Mikael Renberg    | Philadelphia Flyers | 1993/94 | 83      | 38  | 44      | 82    | 0,99                 |
| Jörgen Pettersson | St Louis Blues      | 1980/81 | 62      | 37  | 36      | 73    | 1,18                 |
| Mats Näslund      | Montreal Canadiens  | 1982/83 | 74      | 26  | 45      | 71    | 0,96                 |
| Kjell Dahlin      | Montreal Canadiens  | 1985/86 | 77      | 32  | 39      | 71    | 0,92                 |

## Högst poängsnitt per match av en rookie genom tiderna t o m 2022/23
1. Jörgen Pettersson, St Louis Blues, 1,18
2. Peter Forsberg, Quebec Nordiques, 1,06
3. Mikael Renberg, Philadelphia Flyers, 0,99,
4. Mats Näslund, Montreal Canadiens, 0,96
5. Kjell Dahlin, Montreal Canadiens, 0,92
6. Elias Pettersson, Vancouver Canucks, 0,92

## Svenskar som vunnit poängligan i grundserien t o m 2022/23
- 2003 – Peter Forsberg, Colorado Avalanche
- 2010 – Henrik Sedin, Vancouver Canucks
- 2011 – Daniel Sedin, Vancouver Canucks

## Svenskar som vunnit poängligan i slutspelet t o m 2021/22
- 1999 – Peter Forsberg, Colorado Avalanche
- 2002 – Peter Forsberg, Colorado Avalanche
- 2007 – Daniel Alfredsson, Ottawa Senators
- 2008 – Henrik Zetterberg, Detroit Red Wings

## Målvaktsstatistik i grundserien t o m den 13e Januari 2023 (över 350 spelade matcher)
| Namn             | Säsonger | Matcher | Segrar | Förluster | Nollor | Insläppta mål per match | Räddningsprocent per match |
| ---------------- | -------- | ------- | ------ | --------- | ------ | ----------------------- | -------------------------- |
| Henrik Lundqvist | 15       | 886     | 459    | 310       | 64     | 2,43                    | 91,8%                      |
| Tommy Salo       | 10       | 526     | 210    | 225       | 37     | 2,55                    | 90,5%                      |
| Johan Hedberg    | 12       | 373     | 161    | 143       | 22     | 2,82                    | 90,1%                      |
| Jacob Markström  | 14       | 408     | 182    | 162       | 17     | 2,70                    | 91,1%                      |
| Robin Lehner     | 13       | 362     | 152    | 141       | 17     | 2,71                    | 91,7%                      |

## Svenskar som vunnit Stanley Cup
Se lista över svenskar som vunnit Stanley Cup.

## Svenskar som varit lagkaptener
Se svenska lagkaptener i NHL.

## Svenskar som fått tröjan hissad i taket och numret pensionerat t o m 2022/23
- 1995 – Thomas Steen, Winnipeg Jets, nr 25
- 2006 – Börje Salming, Toronto Maple Leafs, nr 21
- 2010 – Markus Näslund, Vancouver Canucks, nr 19
- 2011 – Peter Forsberg, Colorado Avalanche, nr 21
- 2012 – Mats Sundin, Toronto Maple Leafs, nr 13
- 2012 – Kenny Jönsson, New York Islanders, nr 29 (nr ej pensionerat, utsedd till klubbens bästa under 00-talet)
- 2014 – Nicklas Lidström, Detroit Red Wings, nr 5
- 2016 – Daniel Alfredsson, Ottawa Senators, nr 11
- 2020 – Daniel Sedin, Vancouver Canucks, nr 22
- 2020 – Henrik Sedin, Vancouver Canucks, nr 33

## Svenskar invalda i Hall of Fame t o m 2022/23
- 1996 – Börje Salming, Toronto Maple Leafs och Detroit Red Wings
- 2012 – Mats Sundin, Quebec Nordiques, Toronto Maple Leafs och Vancouver Canucks
- 2014 – Peter Forsberg, Quebec Nordiques, Colorado Avalanche, Philadelphia Flyers och Nashville Predators
- 2015 – Nicklas Lidström, Detroit Red Wings
- 2022 – Daniel Alfredsson, Ottawa Senators, Detroit Red Wings
- 2022 – Henrik Sedin, Vancouver Canucks
- 2022 – Daniel Sedin, Vancouver Canucks
- 2023 - Henrik Lundqvist, New York Rangers

## Svenskar utnämnda i NHL All Star-lag t o m 2018/19

### First All-Star Team (bästa femman under säsongen)
10 gånger
- Nicklas Lidström, B, 1998–2001, 2002–03, 2006–08, 2011

4 gånger
- Erik Karlsson, B, 2012, 2015–17

3 gånger
- Peter Forsberg, C, 1998–99, 2003
- Markus Näslund, VF, 2002–04

2 gånger
- Henrik Sedin, C, 2010–11

1 gång
- Börje Salming, B, 1977
- Pelle Lindbergh, MV, 1985
- Håkan Loob, HF, 1988
- Daniel Sedin, VF, 2011
- Henrik Lundqvist, MV, 2012
- Victor Hedman, B, 2018

Kuriosa: Endast Ray Bourque (13 ggr) har valts in som back i NHL First All-Star Team fler gånger än Lidström (10 ggr).

### Second All-Star Team (näst bästa femman under säsongen)
5 gånger
- Börje Salming, B, 1975–76, 1978–80

2 gånger
- Mats Sundin, C, 2002, 2004
- Nicklas Lidström, B, 2009–10
- Victor Hedman, B, 2017, 2019

1 gång
- Mats Näslund, VF, 1986
- Daniel Alfredsson, HF, 2006
- Henrik Zetterberg, VF, 2008
- Daniel Sedin, VF, 2010
- Henrik Lundqvist, M, 2013

### All-Rookie Team
- 1983 – Mats Näslund, F
- 1983 – Pelle Lindbergh, M
- 1984 – Håkan Loob, F
- 1984 – Thomas Eriksson, B
- 1985 – Tomas Sandström, F
- 1986 – Kjell Dahlin, F
- 1988 – Calle Johansson, B
- 1992 – Nicklas Lidström, B
- 1994 – Mikael Renberg, F
- 1995 – Peter Forsberg, F
- 1995 – Kenny Jönsson, B
- 1996 – Daniel Alfredsson, F
- 1999 – Mattias Öhlund, B
- 2002 – Kristian Huselius, F
- 2003 – Henrik Zetterberg, F
- 2006 – Henrik Lundqvist, M
- 2008 – Nicklas Bäckström, F
- 2008 – Tobias Enström, B
- 2009 – Patrik Berglund, F
- 2010 – Nicklas Bergfors, F
- 2012 – Gabriel Landeskog, F
- 2012 – Jhonas Enroth, M
- 2013 – Jonas Brodin, B
- 2014 – Hampus Lindholm, B
- 2015 – Filip Forsberg, F
- 2015 – John Klingberg, B
- 2019 – Rasmus Dahlin, B
- 2019 – Elias Pettersson, F
- 2020 – Victor Olofsson, F
- 2022 – Lucas Raymond, F

## Högst draftade svenskar t o m 2023 (placering 1–5)
Nr 1
- 1989 – Mats Sundin, Quebec Nordiques
- 2018 – Rasmus Dahlin, Buffalo Sabres

Nr 2
- 1999 – Daniel Sedin, Vancouver Canucks
- 2009 – Victor Hedman, Tampa Bay Lightning
- 2011 – Gabriel Landeskog, Colorado Avalanche
- 2023 – Leo Carlsson, Anaheim Ducks

Nr 3
- 1999 – Henrik Sedin, Vancouver Canucks

Nr 4
- 2006 – Nicklas Bäckström, Washington Capitals
- 2011 – Adam Larsson, New Jersey Devils
- 2020 – Lucas Raymond, Detroit Red Wings

Nr 5
- 2013 – Elias Lindholm, Carolina Hurricanes
- 2017 – Elias Pettersson, Vancouver Canucks

## Viking Award genom tiderna (årligt pris till bäste svensk i NHL)
Se Viking Award.

## Trofébelönta svenskar i NHL t.o.m 2022/23
Vezina Trophy (bästa målvakt i grundserien)
- 1985 – Pelle Lindbergh, Philadelphia Flyers
- 2012 – Henrik Lundqvist, New York Rangers
- 2023 - Linus Ullmark, Boston Bruins

Norris Trophy (bästa back i grundserien)
- 2001 – Nicklas Lidström, Detroit Red Wings
- 2002 – Nicklas Lidström, Detroit Red Wings
- 2003 – Nicklas Lidström, Detroit Red Wings
- 2006 – Nicklas Lidström, Detroit Red Wings
- 2007 – Nicklas Lidström, Detroit Red Wings
- 2008 – Nicklas Lidström, Detroit Red Wings
- 2011 – Nicklas Lidström, Detroit Red Wings
- 2012 – Erik Karlsson, Ottawa Senators
- 2015 – Erik Karlsson, Ottawa Senators
- 2018 – Victor Hedman, Tampa Bay Lightning
- 2023 – Erik Karlsson, San Jose Sharks

Art Ross Trophy (flest poäng i grundserien)
- 2003 – Peter Forsberg, Colorado Avalanche
- 2010 – Henrik Sedin, Vancouver Canucks
- 2011 – Daniel Sedin, Vancouver Canucks

Ted Lindsay Award (tidigare Lester B. Pearson Award) (bäste spelaren i grundserien enligt spelarna)
- 2003 – Markus Näslund, Vancouver Canucks
- 2011 – Daniel Sedin, Vancouver Canucks

Hart Trophy (mest värdefull för sitt lag i grundserien)
- 2003 – Peter Forsberg, Colorado Avalanche
- 2010 – Henrik Sedin, Vancouver Canucks

Calder Trophy (bästa rookie i grundserien)
- 1995 – Peter Forsberg, Quebec Nordiques
- 1996 – Daniel Alfredsson, Ottawa Senators
- 2012 – Gabriel Landeskog, Colorado Avalanche
- 2019 – Elias Pettersson, Vancouver Canucks

Conn Smythe Trophy (mest värdefulla spelaren i slutspelet)
- 2002 – Nicklas Lidström, Detroit Red Wings
- 2008 – Henrik Zetterberg, Detroit Red Wings
- 2020 – Victor Hedman, Tampa Bay Lightning

Bill Masterton Trophy (störst ihärdighet, sportsmannaanda och engagemang i grundserien)
- 1985 – Anders Hedberg, New York Rangers
- 2019 – Robin Lehner, New York Islanders

Lady Byng Trophy (största sportsliga och gentlemannamässiga uppträdande kombinerat med stor spelskicklighet i grundserien)
- 1988 – Mats Näslund, Montreal Canadiens
- 2018 – William Karlsson, Vegas Golden Knights

Mark Messier Leadership Award (bästa ledaren)
- 2008 – Mats Sundin, Toronto Maple Leafs
- 2013 – Daniel Alfredsson, Ottawa Senators

King Clancy Memorial Trophy (bästa ledaren samt betydande humanitära insatser utanför isen)
- 2012 – Daniel Alfredsson, Ottawa Senators
- 2015 – Henrik Zetterberg, Detroit Red Wings
- 2016 – Henrik Sedin, Vancouver Canucks
- 2018 – Henrik Sedin, Vancouver Canucks, och Daniel Sedin, Vancouver Canucks
- 2023 – Mikael Backlund, Calgary Flames

NHL Foundation Player Award (betydande humanitära insatser utanför isen, priset slutade delas ut 2017)
- 2013 – Henrik Zetterberg, Detroit Red Wings

Bud Light Plus-Minus Award (bästa statistik i +/–, priset slutade delas ut 2008)
- 2003 – Peter Forsberg, Colorado Avalanche